# يوشي يامايا
يوشي يامايا (باليابانية: 山谷 侑士) (مواليد 11 يونيو 2000) هو لاعب كرة قدم ياباني.

## وصلات خارجية
- يوشي يامايا على موقع رابطة كرة القدم اليابانية للمحترفين (اليابانية)
- يوشي يامايا على موقع إي إس بي إن إف سي (الإنجليزية)
- يوشي يامايا على موقع قاعدة بيانات كرة القدم.إي يو (الإنجليزية)
- يوشي يامايا على موقع Soccerway.com (الإنجليزية)
- يوشي يامايا على موقع عالم كرة القدم.نت (الإنجليزية)